# Stefania Horoszek-Maziarz
Stefania Horoszek-Maziarz (zm. 7 kwietnia 2023) – polska diabetolog, prof. dr hab.

## Życiorys
W 1950 r. ukończyła studia w Akademii Medycznej w Gdańsku, w 1974 r. doktoryzowała się na podstawie pracy zatytułowanej Gospodarka potasowa w kwasicy cukrzycowej w świetle własnych badań klinicznych, w 1964 r. otrzymała habilitację za pracę pt. Znaczenie stałego bezobjawowego białkomoczu w świetle badań klinicznych i biopsji nerek. W 1989 r. uzyskała tytuł profesora nadzwyczajnego, następnie w 1991 r. tytuł profesora zwyczajnego.
Pracowała w Instytucie Chorób Wewnętrznych na Wydziale Lekarskim Akademii Medycznej w Gdańsku.

## Odznaczenia i wyróżnienia
- 1973: Odznaka Honorowa Polskiego Czerwonego Krzyża[1]
- Medal Za zasługi dla Gdańska (dwukrotnie)[1]
- 1975: Złoty Krzyż Zasługi[1]
- 1985: Medal 40-lecia Polski Ludowej[1]
- 1983: Krzyż Kawalerski Orderu Odrodzenia Polski[1]
- 1955: Odznaka honorowa „Za wzorową pracę w służbie zdrowia”[1]